# خط طول 146° شرق
خط طول 146° شرق هو أحد خطوط الطول الجغرافية، والتي تمتد من القطب الشمالي الجغرافي إلى القطب الجنوبي الجغرافي، وحسب التحويل الزمني يتقدم خط طول 146° شرق عن خط غرينتش بـ9 ساعات و44 دقيقة.

## من القطب إلى القطب
ينطلق خط طول 146° شرق من القطب الشمالي نحو القطب الجنوبي مرورا بالمناطق التي ترد في الجدول التالي:
| الإحداثيات                           | البلد أو الإقليم أو البحر | ملاحظات |
| ------------------------------------ | ------------------------- | --- |
| 90°0′N 146°0′E / 90.000°N 146.000°E  | المحيط المتجمد الشمالي    | |
| 76°34′N 146°0′E / 76.567°N 146.000°E | بحر سيبيريا الشرقي        | مرورا بشرق the جزيرة جزيرة كوتيلني، ياقوتيا, روسيا (في 75°30′N 145°24′E / 75.500°N 145.400°E) · مرورا بغرب the جزيرة New Siberia، ياقوتيا, روسيا (في 75°13′N 146°10′E / 75.217°N 146.167°E) |
| 72°30′N 146°0′E / 72.500°N 146.000°E | روسيا                     | ياقوتيا ماغادان أوبلاست — من 63°54′N 146°0′E / 63.900°N 146.000°E خاباروفسك كراي — من 61°58′N 146°0′E / 61.967°N 146.000°E Magadan Oblast — من 60°40′N 146°0′E / 60.667°N 146.000°E Khabarovsk Krai — من 60°12′N 146°0′E / 60.200°N 146.000°E |
| 59°8′N 146°0′E / 59.133°N 146.000°E  | بحر أوخوتسك               | |
| 44°21′N 146°0′E / 44.350°N 146.000°E | جزر الكوريل               | جزيرة كوناشير [لغات أخرى]‏, administered by روسيا (ساخالين أوبلاست), but تملكه اليابان (هوكايدو) |
| 44°10′N 146°0′E / 44.167°N 146.000°E | المحيط الهادئ             | |
| 43°23′N 146°0′E / 43.383°N 146.000°E | جزر الكوريل               | Habomai islands, administered by روسيا (ساخالين أوبلاست) but تملكه اليابان (هوكايدو) |
| 43°22′N 146°0′E / 43.367°N 146.000°E | المحيط الهادئ             | مرورا بشرق باجان (جزيرة), جزر ماريانا الشمالية (في 18°8′N 145°49′E / 18.133°N 145.817°E) · مرورا بشرق Alamagan, جزر ماريانا الشمالية (في 17°36′N 145°50′E / 17.600°N 145.833°E) · مرورا بشرق جزيرة غوغوان, جزر ماريانا الشمالية (في 17°19′N 145°51′E / 17.317°N 145.850°E) · مرورا بشرق Sarigan, جزر ماريانا الشمالية (في 16°42′N 145°47′E / 16.700°N 145.783°E) · مرورا بغرب Farallon de Medinilla, جزر ماريانا الشمالية (في 16°0′N 146°3′E / 16.000°N 146.050°E) · مرورا بشرق سايبان, جزر ماريانا الشمالية (في 15°16′N 145°50′E / 15.267°N 145.833°E) |
| 1°45′S 146°0′E / 1.750°S 146.000°E   | بحر بيسمارك               | |
| 4°31′S 146°0′E / 4.517°S 146.000°E   | بابوا غينيا الجديدة       | جزيرة كركار |
| 4°44′S 146°0′E / 4.733°S 146.000°E   | بحر بيسمارك               | |
| 5°30′S 146°0′E / 5.500°S 146.000°E   | بابوا غينيا الجديدة       | |
| 8°3′S 146°0′E / 8.050°S 146.000°E    | بحر المرجان               | |
| 16°55′S 146°0′E / 16.917°S 146.000°E | أستراليا                  | كوينزلاند — Fitzroy Island |
| 16°56′S 146°0′E / 16.933°S 146.000°E | بحر المرجان               | |
| 17°17′S 146°0′E / 17.283°S 146.000°E | أستراليا                  | كوينزلاند نيوساوث ويلز — من 29°0′S 146°0′E / 29.000°S 146.000°E فيكتوريا (أستراليا) — من 36°1′S 146°0′E / 36.017°S 146.000°E |
| 38°53′S 146°0′E / 38.883°S 146.000°E | باس (مضيق)                | |
| 41°5′S 146°0′E / 41.083°S 146.000°E  | أستراليا                  | تاسمانيا |
| 43°26′S 146°0′E / 43.433°S 146.000°E | المحيط الهندي             | Australian authorities consider this to be part of the المحيط الجنوبي[1][2] |
| 60°0′S 146°0′E / 60.000°S 146.000°E  | المحيط الجنوبي            | |
| 66°50′S 146°0′E / 66.833°S 146.000°E | القارة القطبية الجنوبية   | الإقليم الأسترالي في القارة القطبية الجنوبية، المطالب الإقليمية بالقارة القطبية الجنوبية by أستراليا |
| 67°21′S 146°0′E / 67.350°S 146.000°E | المحيط الجنوبي            | |
| 67°36′S 146°0′E / 67.600°S 146.000°E | القارة القطبية الجنوبية   | الإقليم الأسترالي في القارة القطبية الجنوبية، المطالب الإقليمية بالقارة القطبية الجنوبية by أستراليا |